# Xbox Development Kit
Der Xbox Development Kit (XDK) ist ein Software Development Kit, welches von Microsoft entwickelt wurde, um Spiele für die Xbox zu entwickeln.
XDK kann als Add-on für Microsoft Visual C++ 2003 .NET zum Erstellen von Software für die Xbox verwendet werden. Es ist das offizielle proprietäre Programm, mit dem die Entwickler der Xbox-Spiele entwickeln sollten, welches MS lizenzierten Entwicklern zur Verfügung stellte.
Eine kostenlose Alternative zum XDK ist das quelloffene OpenXDK.